# Álex Alemany
Alex Alemany (Gandía, 5 de enero de 1943-Valencia,15 de septiembre de 2021) fue un pintor español perteneciente al movimiento del "realismo mágico".

## Biografía
Estudió en la Real Academia de Bellas Artes de San Carlos en Valencia (ahora Facultad de Bellas Artes) bajo las enseñanzas de Genaro Lahuerta, Francisco Lozano y Felipe Garín, entre otros.
Entre 1965 y 1968 realizó viajes de estudios a ciudades europeas, culminando en la National Portrait Gallery de Londres.
Inició su pintura en el expresionismo abstracto para volver al realismo y, en algunas de sus obras más concretamente al hiperrealismo, estilo que ya no abandonó desde 1975.
Su ciudad natal, Gandia le honró en 2009 con una exposición antológica de su obra en la Casa de la Cultura de la Marquesa de Quirós en la que fueron expuestas más de 60 obras incluyendo 25 retratos de personajes históricos y de actualidad.
La Sala de Exposiciones del Ayuntamiento de Valencia acogió una exposición "Vivir para pintar"  que resume la esencia de la trayectoria de su obra con 76 obras cuyos estilos incluyen desde el realismo a la abstracción.
En 2013 participó en la I Muestra de Arte Contemporáneo Artevalencia
En 2014 fue seleccionado como artista internacional invitado en la Feria Art Revolution Taipei. repitiendo la experiencia para la edición de 2015. En ese mismo año formalizó la donación de dos obras pictóricas, 'Borbones' y 'Su Majestad doña Sofía', ambos óleos sobre tabla, para que se incorporen a los fondos artísticos municipales de la ciudad de Valencia.
Presidió presidió el Círculo de Bellas Artes de Valencia entre 1993 y 2004, y fue electo académico de la Real Academia de Cultura Valenciana en 1998.